# Z Reticuli
Z Reticuli är en pulserande variabel av RR Lyrae-typ (RR) i stjärnbilden Rombiska nätet.
Stjärnan varierar i fotografisk magnitud mellan +15,0 och 15,8 med en period av 0,587325 dygn eller 14,0958 timmar. RR Lyrae-stjärnornas period varierar mellan 0,2 och 1,2 dygn med ett medianvärde på 0,5 dygn. Z Reticuli ligger sålunda något över medianvärdet.